# DIGITAL Command Language
DCL (Digital Command Language) è il linguaggio standard della shell del sistema operativo OpenVMS progettato da Digital Equipment Corporation, acquistata poi da Compaq e fusasi infine in HP o Hewlett-Packard.
Il DCL è un linguaggio molto potente che permette di gestire tutte le caratteristiche del sistema operativo attraverso funzioni lessicali dedicate e permette di gestire i file RMS che sono file indicizzati ISAM. IL DCL implementa anche strutture di controllo IF-THEN-ELSE ma manca dei cicli di controllo DO-WHILE o altri costrutti similari.
I comandi DCL devono essere dichiarati esplicitamente e non usano la tecnica dei paths.
| Controllo di autorità | LCCN (EN) sh89000717 · J9U (EN, HE) 987007536951605171 |